# Підгаття (Пуховицький район)
Підгаття (біл. вёска Падгацьце) — село в складі Пуховицького району Мінської області, Білорусь. Село підпорядковане Новопольській сільській раді, розташоване в центральній частині області.